# Futetênis
Fute-Tênis é uma modalidade esportiva surgida no Brasil em 1990. O esporte mistura regras do tênis e do futebol.

## História
O Fute-Tênis surgiu no Brasil em 6 de setembro de 1990, tendo seu registro de patente no Instituto Nacional da Propriedade Industrial (INPI) em 5 de dezembro de 1991. Foi criado por Oscar de Oliveira na cidade de Suzano, estado de São Paulo.
Em 19 de fevereiro de 2001, é criada a Federação Brasileira de Fute-Tênis (FEBRAFUT), atualmente denominada Confederação Brasileira de Fute-Tênis (CBFT)

## Regulamento
O fute-tênis pode ser jogado individual ou em duplas. É realizado em uma quadra de 14 x 8 metros, com uma rede no meio e duas traves, uma de cada lado. Ao invés de raquetes, os jogadores devem tocar a bola somente com os pés e o corpo, exceto as mãos. A bola utilizada é a mesma utilizada no futebol.
Cada jogador pode dar quartos toques quiser,desde que a bola não caia no chão,já em dupla só pode-se passar abola ao companheiro 1 vez cada um,podendo se manter consigo assim como sozinho. O saque é também efetuado com os pés, com a bola estando parada no solo e o jogador tendo que chutar a mesma para o lado adversário. Em caso de erro de quem saca, o ponto é revertido para o adversário. Neste esporte, também há a presença de pênaltis, quando algum dos jogadores coloca a mão na bola: o tiro livre direto é cobrado de um canto da quadra ao gol vazio do adversário.  A pontuação é semelhante a do tênis, pontuado por games e sets (melhor de três sets, e melhor de nove games). Não há goleiros e o gol vale trinta pontos.